# Камден (селище, Нью-Йорк)
Камден (англ. Camden) — селище (англ. village) в США, в окрузі Онейда штату Нью-Йорк. Населення — 2196 осіб (2020).

## Географія
Камден розташований за координатами 43°20′11″ пн. ш. 75°44′52″ зх. д. / 43.33639° пн. ш. 75.74778° зх. д. (43.336477, -75.747730).  За даними Бюро перепису населення США в 2010 році селище мало площу 6,31 км², уся площа — суходіл.

## Демографія
Згідно з переписом 2010 року, у селищі мешкала 2231 особа в 953 домогосподарствах у складі 568 родин. Густота населення становила 354 особи/км².  Було 1059 помешкань (168/км²).
Расовий склад населення:
| - 97,8 % — білих - 0,4 % — чорних або афроамериканців - 0,3 % — корінних американців - 0,3 % — азіатів |

До двох чи більше рас належало 1,0 %. Частка іспаномовних становила 0,7 % від усіх жителів.
За віковим діапазоном населення розподілялося таким чином: 25,1 % — особи молодші 18 років, 57,7 % — особи у віці 18—64 років, 17,2 % — особи у віці 65 років та старші. Медіана віку мешканця становила 40,5 року. На 100 осіб жіночої статі у селищі припадало 93,8 чоловіків;  на 100 жінок у віці від 18 років та старших — 94,2 чоловіків також старших 18 років.
Середній дохід на одне домашнє господарство  становив 47 916 доларів США (медіана — 35 926), а середній дохід на одну сім'ю — 55 224 долари (медіана — 43 491). Медіана доходів становила 40 948 доларів для чоловіків та 30 549 доларів для жінок. За межею бідності перебувало 20,6 % осіб, у тому числі 32,3 % дітей у віці до 18 років та 5,5 % осіб у віці 65 років та старших.
Цивільне працевлаштоване населення становило 956 осіб. Основні галузі зайнятості: освіта, охорона здоров'я та соціальна допомога — 24,0 %, виробництво — 15,9 %, роздрібна торгівля — 15,4 %.